# MS Enchantment of the Seas
Enchantment of the Seas, крузер је "Vision" класе којом управља компанија "Royal Caribbean International". Крузер посједује једанаест палуба. На 301 метар дужине и 32 метра ширине може се укрцати максимално 2,446 путника и око 750 чланова посаде. 